# Liste der Kulturdenkmale in Zauckerode
Die Liste der Kulturdenkmale in Zauckerode enthält alle Kulturdenkmale des Freitaler Stadtteils Zauckerode. Die Anmerkungen sind zu beachten.
Diese Liste ist eine Teilliste der Liste der Kulturdenkmale in Freital.

## Legende
- Bild: Bild des Kulturdenkmals, ggf. zusätzlich mit einem Link zu weiteren Fotos des Kulturdenkmals im Medienarchiv Wikimedia Commons. Wenn man auf das Kamerasymbol klickt, können Fotos zu Kulturdenkmalen aus dieser Liste hochgeladen werden:
- Bezeichnung: Denkmalgeschützte Objekte und ggf. Bauwerksname des Kulturdenkmals
- Lage: Straßenname und Hausnummer oder Flurstücknummer des Kulturdenkmals. Die Grundsortierung der Liste erfolgt nach dieser Adresse. Der Link (Karte) führt zu verschiedenen Kartendiensten mit der Position des Kulturdenkmals. Fehlt dieser Link, wurden die Koordinaten noch nicht eingetragen. Sind diese bekannt, können sie über ein Tool mit einer Kartenansicht einfach nachgetragen werden. In dieser Kartenansicht sind Kulturdenkmale ohne Koordinaten mit einem roten bzw. orangen Marker dargestellt und können durch Verschieben auf die richtige Position in der Karte mit Koordinaten versehen werden. Kulturdenkmale ohne Bild sind an einem blauen bzw. roten Marker erkennbar.
- Datierung: Baubeginn, Fertigstellung, Datum der Erstnennung oder grobe zeitliche Einordnung entsprechend des Eintrags in der sächsischen Denkmaldatenbank
- Beschreibung: Kurzcharakteristik des Kulturdenkmals entsprechend des Eintrags in der sächsischen Denkmaldatenbank, ggf. ergänzt durch die dort nur selten veröffentlichten Erfassungstexte oder zusätzliche Informationen
- ID: Vom Landesamt für Denkmalpflege Sachsen vergebene, das Kulturdenkmal eindeutig identifizierende Objekt-Nummer. Der Link führt zum PDF-Denkmaldokument des Landesamtes für Denkmalpflege Sachsen. Bei ehemaligen Kulturdenkmalen können die Objektnummern unbekannt sein und deshalb fehlen bzw. die Links von aus der Datenbank entfernten Objektnummern ins Leere führen. Ein ggf. vorhandenes Icon  führt zu den Angaben des Kulturdenkmals bei Wikidata.

## Liste der Kulturdenkmale
| Bild                                    | Bezeichnung                                                                                          | Lage                                 | Datierung                                          | Beschreibung | ID       |
| --------------------------------------- | --- | ------------------------------------ | -------------------------------------------------- | --- | -------- |
| Weitere Bilder                          | Wohnhaus                                                                                             | Am Kleinen Weg 7 (Karte)             | 2. Hälfte 18. Jh. (Wohnhaus)                       | Wohnhaus; Bergbaukontext, bergbaugeschichtliche Bedeutung | 08963694 |
| Weitere Bilder                          | Abschirmwand                                                                                         | Oppelstraße/Ringstraße (Karte)       | Ende der 1970er Jahre (Abschirmwand)               | Abschirmwand aus Betonelementen; historisches Zeugnis von Kunst im öffentlichen Raum der DDR | 09299819 |
| Direkt Bild zu diesem Denkmal hochladen | Königlich Sächsische Steinkohlenwerke Zauckerode (ehem.)                                             | Wilsdruffer Straße (Karte)           | Mitte 19. Jh. - Mitte 20. Jh. (Bergbauanlagenteil) | Sachgesamtheitsbestandteil der Sachgesamtheit Bergbaumonumente Freital im OT Zauckerode mit folgenden Einzeldenkmalen: 1. Königlich Sächsische Steinkohlenwerke Zauckerode (ehem.) -Mehner Schacht, Reste des Ventilatorfundamentes des Zauckeroder Wetterschachtes (siehe Einzeldenkmalliste - ID-Nr. 08963931), 2. Königlich Sächsische Steinkohlenwerke Zauckerode (ehem.) a) Kontorhaus (sogenannte Kohlenschreiberei) des früheren Oppelschachtes sowie b) das 2003–2006 hierher translozierte Fördergerüst Schacht 2 des ehemaligen Wismut-Bergbaubetriebes Willy Agatz (Dresden-Gittersee) (siehe Einzeldenkmalliste - ID-Nr. 08963933) (siehe auch Sachgesamtheitsliste Stadt Freital, OT Burgk - ID-Nr. 09303858); wichtige bergbaugeschichtliche Zeugnisse der einst sehr umfangreichen und bedeutenden Schachtanlage der Königlich Sächsischen Steinkohlenwerke Zauckerode. | 09303866 |
| Direkt Bild zu diesem Denkmal hochladen | Königlich Sächsische Steinkohlenwerke Zauckerode (ehem.) – Mehner Schacht; Zauckeroder Wetterschacht | Wilsdruffer Straße 50 (Karte)        | um 1862 (Schacht)                                  | Einzeldenkmal der Sachgesamtheit Bergbaumonumente Freital im OT Zauckerode: Reste des Ventilatorfundamentes des Zauckeroder Wetterschachtes (Sachgesamtheit der Stadt Freital, OT Zauckerode – ID-Nr. 09303866); technisches Denkmal | 08963931 |
| Weitere Bilder                          | Königlich Sächsische Steinkohlenwerke Zauckerode (ehem.) – Kohlenschreiberei                         | Wilsdruffer Straße 67d               |                                                    | Einzeldenkmale der Sachgesamtheit Bergbaumonumente Freital im OT Zauckerode: Kontorhaus (sogenannte Kohlenschreiberei) des früheren Oppelschachtes sowie das 2003–2006 hierher translozierte Fördergerüst Schacht 2 des ehemaligen Wismut-Bergbaubetriebes Willy Agatz (Dresden-Gittersee) (Sachgesamtheit der Stadt Freital, OT Zauckerode – ID-Nr. 09303866); Kontorhaus wichtiges bergbaugeschichtliches Zeugnis der einst sehr umfangreichen und bedeutenden Schachtanlage der Königlich Sächsischen Steinkohlenwerke Zauckerode, Fördergerüst letztes Zeugnis der Gattung im Steinkohlengebiet Döhlener Becken, technikgeschichtliche Bedeutung | 08963933 |
|                                         | Gasthof Zauckerode                                                                                   | Wilsdruffer Straße 130 (Karte)       | bez. 1844 (Gasthof)                                | Gasthof; Bestandteil der alten Ortsstruktur, bau- und ortshistorisch sowie bildprägend relevant | 08963691 |
|                                         | Villa                                                                                                | Wilsdruffer Straße 172, 172a (Karte) | um 1908                                            | Villa; mit neobarocken Einflüssen, u. a. baugeschichtlich von Bedeutung | 09303636 |